# Gouvernorat de la Bekaa
Le gouvernorat de la Bekaa est une subdivision administrative située à l'est du Liban. Sa capitale est la ville de Zahlé. Sa superficie est de 1 433 km2 pour une population de 750 000 habitants

## Présentation
En 2014, le gouvernorat est divisé en trois districts :
- District de Zahlé
- District de Rachaya
- District de la Bekaa occidentale

Les districts de Baalbek et de Hermel ont quitté le gouvernorat pour former le gouvernorat de Baalbek-Hermel/